# Ardenner worst

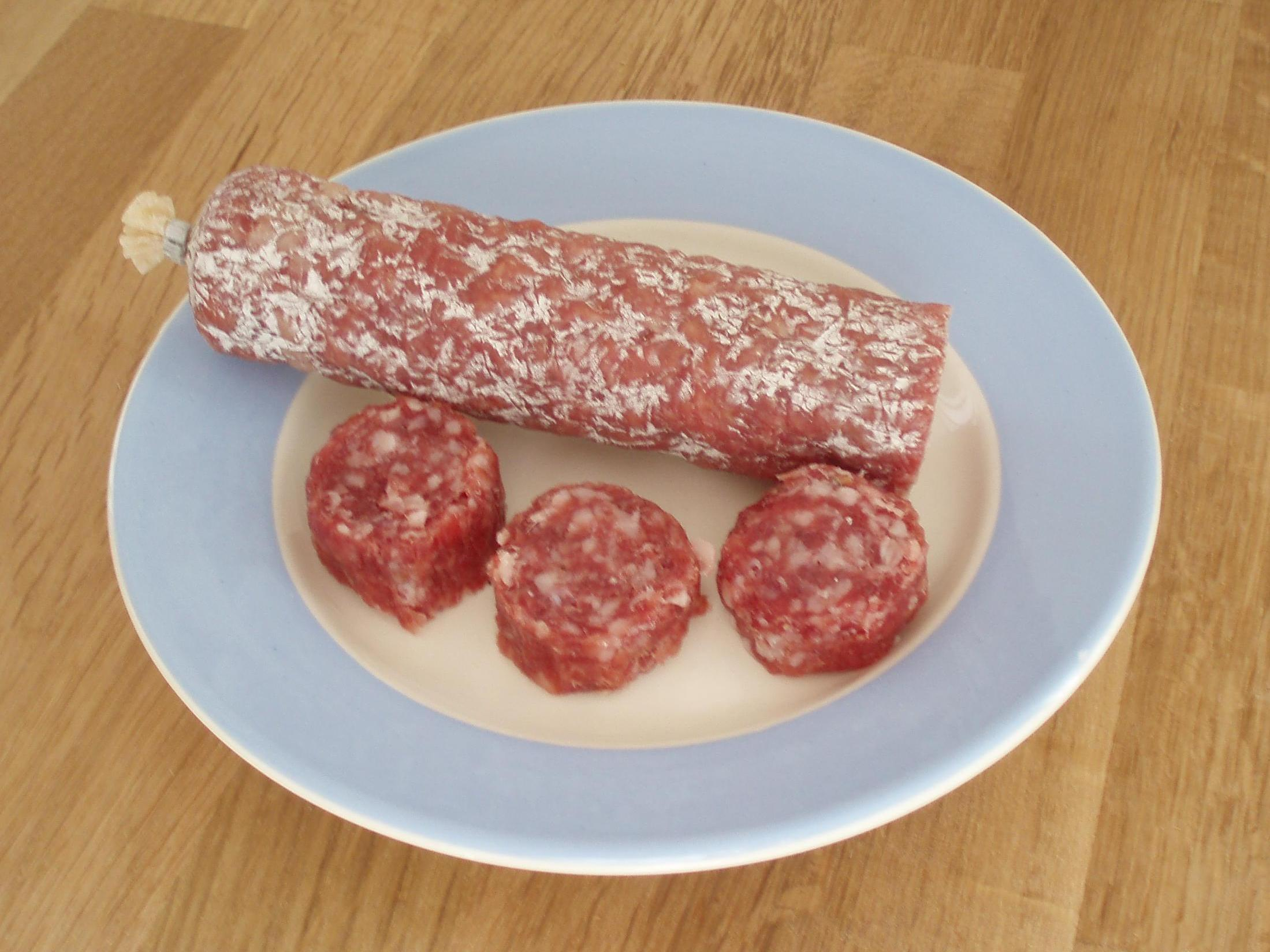
Ardenner worst

Ardenner worst (Frans: Saucisson d'Ardenne) is een gerookte worst die is samengesteld uit een mengsel van varkensspek, varkensvlees en eventueel ook rundvlees. Hieraan worden verschillende kruiden toegevoegd.
De worst wordt niet alleen koud gegeten maar ook in warme gerechten verwerkt.